# Frankenburg am Hausruck
Frankenburg am Hausruck is een gemeente in de Oostenrijkse deelstaat Opper-Oostenrijk, gelegen in het district Vöcklabruck. De gemeente heeft ongeveer 5100 inwoners.

## Geografie
Frankenburg am Hausruck heeft een oppervlakte van 49 km². De gemeente ligt in het zuidwesten van de deelstaat Opper-Oostenrijk. Het ligt ten noordoosten van de deelstaat Salzburg en ten zuiden van de grens met Duitsland.
- Gemeinsame Normdatei: 4375189-1
- MusicBrainz: f87f9b2c-5452-47b1-b70b-9cacdaa0ac44
- Virtual International Authority File: 249375727